# اتفاقية التجارة الحرة بين أوكرانيا وكندا
اتفاقية التجارة الحرة بين أوكرانيا وكندا (بالإنجليزية: Canada–Ukraine Free Trade Agreement، بالفرنسية: Accord de libre-échange Canada-Ukraine، بالأوكرانية: Угода про вільну торгівлю між Україною та Канадою) هي اتفاقية تجارة حرة بين كندا وأوكرانيا. وفقًا للاتفاقية، يلغي الطرفان الموقعان الرسوم الجمركية بشكل أساسي على جميع السلع المنتجة في دولة والمستوردة إلى الأخرى. تم توقيع الاتفاقية في 11 يوليو 2016 في كييف أوكرانيا، ودخلت حيز التنفيذ في 1 أغسطس 2017.
أقيم حفل التوقيع في كييف وحضره جاستن ترودو رئيس وزراء كندا، كريستيا فريلاند وزيرة التجارة الدولية لكندا، وبيترو بوروشينكو رئيس أوكرانيا، وفولوديمير غرويسمان رئيس وزراء أوكرانيا، وستيبان كوبيف النائب الأول لرئيس الوزراء ووزير التنمية الاقتصادية والتجارة في أوكرانيا. تم الانتهاء من عملية التصديق على الاتفاقية في يونيو 2017، ودخلت الاتفاقية حيز التنفيذ في 1 أغسطس 2017.